# DR Big Bandet
DR Big Band er et dansk jazzbigband, der blev stiftet i 1964 af Danmarks Radio og på det tidspunkt var delvist finansieret af Statens Musikråd. Orkesteret består af 19 Musikere og turnerer ofte i kollaboration med gæste-solister.

## Karriere
Stiftet i 1964 under navnet Det Ny Radiodanseorkester, med Ib Glindemann som bandets kapelmester. Fra 1992 til 2001 hed bandet Danmarks Radios Jazzorkester. I alle årene gik bandet dog under navnet "Radioens Big Band", som det kan høres på eksisterende indspilninger helt tilbage fra 1960'erne. Fra 2001 har navnet været DR Big Band. Besætning består af et orkester med fem basuner, fem saxofoner, fem trompeter, samt en rytmegruppe indeholdende af bas, guitar, klaver og trommer. Orkesteret har gennem en årrække samarbejdet med mange internationale kunstnere, som f.eks. Miles Davis og Dizzy Gillespie. I 2004 fejrede orkestret sit 40 års jubilæum med en koncert på Nytorv i København.
Orkesterets chefdirigenter har gennem årene været Ib Glindemann, Thad Jones, Ole Kock Hansen og Jim McNeely (en). Miho Hazama blev hyret som chefdirigent i 2019.
Bandet har modtaget flere Grammy-nomineringer, heriblandt for deres samarbejde med Jim McNeely på værket Black Holes, udgivet i 2002. Udgivelsen The Jazz Ballad Song Book fra 2011 blev nomineret i fire kategorier.

## Julekoncerter
Bandet har i årenes løb afholdt flere koncerter i december måned i forbindelse med julesæsonen. Juleshowet går under titlen Merry Christmas Baby opføres som Danmark-turné. Bandet opfører cover-versioner af eksisterende lyriske værker i samarbejde med gæste-vokalister. I 2015 - 2017 var Miriam Mandipira, Birgitte Soojin, Niels HP, og Bobo Moreno blandt de associerede kunstnere, mens Michael Carøe var vært i alle tre år. I 2018 var Szhirley og Bobo Moreno med som gæstesolister, mens Jens Jacob Tychsen var vært under turneen. I 2019 er Signe Molde vært, mens Kaya Brüel og Mads Mathias er med som vokalister.

## Albumudgivelser
| År   | Titel                                                           | Pladeselskab                        | Samarbejde |
| ---- | --------------------------------------------------------------- | ----------------------------------- | --- |
| 1966 | Stan Kenton w/The DRBB                                          | Storyville                          | Stan Kenton (P.2002) |
| 1967 | Dragondance                                                     | BB iInternational                   | Ib Glindemann |
| 1969 | Brownsville Trolley Line                                        | Sonet                               | DRBB |
| 1969 | Plays Ballads                                                   | Storyville                          | Ben Webster |
| 1970 | No Fool No Fun                                                  | Storyville                          | Ben Webster |
| 1971 | Plays Duke Ellington                                            | Storyville                          | Ben Webster |
| 1971 | The Jazzdancer Revisited                                        | Fono                                | DRBB Pitts/Carstens |
| 1977 | The Unexpected Symphony                                         | Sonet                               | Bengt-Arne Wallin |
| 1978 | By Jones I think we`ve got it                                   | Metronome                           | Thad Jones |
| 1978 | A good time was had by all                                      | Metronome                           | Thad Jones |
| 1985 | Aura                                                            |                                     | Miles Davis |
| 1986 | Listen To The Lion                                              |                                     | Van Morrison |
| 1986 | A Good Time Was Had By All                                      | Storyville                          | Thad Jones |
| 1987 | Crackdown (First UK Tour)                                       | HEP                                 | DRBB |
| 1987 | Big Five                                                        | Odin                                | Nord Jazz |
| 1988 | The Unexpected Symphony                                         | Sonet                               | Bengt Arne Wallin |
| 1988 | Talk of the Town                                                | Olufsen                             | Ib Glindemann |
| 1990 | Crackdown (First UK Tour)                                       | HEP                                 | DRBB |
| 1991 | The Danish Radio Big Band                                       | Olufsen                             | Jens Winther |
| 1992 | This Train                                                      | dacapo                              | Ray Pitts |
| 1991 | Nordjazz 5                                                      | Curling Legs                        | |
| 1992 | Suite for Big Band                                              | HEP                                 | Ernie Wilkins |
| 1992 | Suite for Big Band                                              | HEP                                 | Ernie Wilkins |
| 1993 | Endangered Species                                              | Music Mecca                         | Georgie Fame |
| 1993 | Fusion Symphony                                                 | Olufsen                             | John Sund |
| 1993 | Ambiance                                                        | dacapo                              | NHØP |
| 1994 | A Little bit of Duke                                            | dacapo                              | Duke Ellington |
| 1994 | But Beautiful                                                   | Stunt                               | Marie Bergman |
| 1995 | Cerco un Paese Innocente                                        | ECM                                 | Michael Mantler |
| 1996 | The Great One                                                   | dacapo                              | Thad Jones |
| 1995 | Live at Copenhagen Jazzhouse                                    |                                     | Jan Kaspersen |
| 1995 | Captain Coe`s Famous Racearound                                 | Storyville                          | Tony Coe |
| 1996 | 12 Jazzvisits 1996                                              | STUNT                               | Art Farmer/DRJO |
| 1998 | Like Life                                                       | Storyville                          | Django Bates/DRJO |
| 1997 | Impulsive                                                       | Stunt                               | Eliane Elias/DRJO |
| 1998 | DR Klassisk                                                     | DR                                  | David Sanborn/DRJO |
| 1998 | Ways Of Seeing                                                  | Storyville                          | DRBB |
| 1998 | Angels                                                          | Dacapo                              | Jens Winther |
| 1998 | Nice Work                                                       | Dacapo                              | Jim NcNeely |
| 1999 | The Govenor (dirigeret N. J. Steen)                             | Storyville                          | Duke Ellington/DRBB |
| 1999 | Contrastes                                                      |                                     | Martial Solal/DRJO |
| 1999 | Flor Do Verao                                                   | Rainbow                             | Silvana Malta |
| 1999 | August Music                                                    | Stunt                               | Thomas Clausen |
| 1999 | More Jazzvisits 97-99                                           | Stunt                               | Phil Woods/DRJO |
| 2000 | The Power and the Glory                                         | Storyville                          | Leroy Jones |
| 2000 | Voice of Silence                                                | Stunt                               | Palle Mikkelborg |
| 2001 | DRJO plays Bill Evans                                           | Stunt                               | Jim McNeely |
| 2001 | Skandinaviske Klagesange                                        | Morningside                         | Jomi Massage |
| 2002 | Winter Oranges                                                  | Jazzprint                           | Graham Collier |
| 2002 | ..And The DRBB                                                  | Blue Note                           | Renee Rosnes |
| 2003 | DedicationSuite                                                 | Cope                                | Jim McNeely |
| 2003 | Sigurd og Big Bandet                                            | My Way Music                        | Sigurd Barret |
| 2003 | Lady Be Good                                                    | CMC Entertainment / Universal Music | Etta Cameron |
| 2004 | Cuban Flavour                                                   | Cope Records                        | |
| 2005 | Tröllabundin                                                    | Cope                                | Eivør Palsdottir |
| 2005 | Dansk Stereo                                                    |                                     | |
| 2007 | Live                                                            | My Way Music / Universal Music      | Sigurd Barrett |
| 2008 | Cirkus Summarum                                                 | Red Dot/Warner Music Denmark        | |
| 2008 | The James Bond Classics                                         | Warner Music Denmark                | Szhirley |
| 2008 | Merry Christmas Baby                                            | Red Dot/VME                         | Bobo Moreno Sinne Egg |
| 2008 | The Phoenix                                                     | Red Dot                             | Vince Mendoza |
| 2009 | Celebrating Django Reinhardt                                    | Red Dot                             | Adrien Moignard |
| 2009 | Jazz Divas of Scandinavia                                       | Red Dot                             | Divas |
| 2009 | Cirkus Summarum (2009)                                          | Red Dot                             | DRBB |
| 2010 | Klimasange                                                      | Red Dot                             | DRBB |
| 2010 | Cirkus Summarum (2010)                                          | Red Dot                             | DRBB |
| 2010 | Chromazone                                                      | Red Dot                             | Mike Stern |
| 2011 | Transatlantic                                                   | Red Dot                             | Chris Potter |
| 2011 | Cirkus Summarum (2011)                                          | Red Dot                             | DRBB |
| 2011 | The Jazz Ballad Songbook                                        | Red Dot                             | Randy Brecker |
| 2011 | Te Mesia                                                        | Red Dot                             | Richard Bona |
| 2012 | Cirkus Summarum (2012)                                          | Red Dot                             | DRBB |
| 2012 | When Jazz Meets Blues                                           | Red Dot                             | Robben Ford |
| 2010 | The Phoenix                                                     |                                     | Vince Mendoza |
| 2011 | The Music of Jacob Gade                                         |                                     | |
| 2011 | Miles from Duke                                                 | Phono Suecia                        | Bengt-Arne Wallin Nils Landgreen |
| 2011 | Impressions of West Side Story                                  | Red Dot/VME                         | |
| 2011 | Jazz Divas of Scandinavia                                       | Red Dot/VME                         | Silje Nergaard Rigmor Gustafsson Cæcilie Norby                                                                                                   |
| 2014 | Spirituals                                                      | Storyville                          | |
| 2016 | At the Heart of a Selkie                                        | DR                                  | Eivør Peter Jensen Danish National Vocal Ensemble                                                                                                |
| 2016 | Shunting                                                        | Point Records                       | Danish Radio Jazz Group |
| 2016 | Jazzin' Around Christmas                                        | Storyville Recods                   | Curtis Stiegers Cæcilie Norby Sinne Egg Miriam Mandipira Lisa Nilsson Bobo Moreno Ola Onabule Mads Mathias Mimi Terris Niels HP Palle Mikkelborg |
| 2017 | One More for the Road                                           | Concord Music Group, Inc.           | Curtis Stigers |
| 2017 | Charlie Watts Meets The Danish Radio Big Band                   | Impulse, Universal Music            | Charlie Watts |
| 2018 | The Beast                                                       | Giant Sheeo Music                   | Mathias Heise |
| 2018 | Crystal Palace                                                  | ILK Music                           | Peter Jensen |
| 2018 | Stand on Your Feet and Fight – Voices of the Danish West Indies | ILK Music                           | Peter Jensen |
| 2019 | Cirkus Summarum                                                 | DR Salg                             | |
| 2019 | We've Just Begun                                                | Sundance Music                      | Sinne Egg |